# Општина Дета
Општина Дета (рум. Deta) је градска општина у округу Тимиш у западној Румунији. Општина је значајна по присутној српској националној мањини у Румунији, која је данас малобројна, али ипак присутна (5% становништва).

## Природни услови
Општина Дета се налази у источном, румунском Банату, на 20 km Србије и од граничног прелазаSIRUTA код Ватина. Кроз село пролази пут Београд - Темишвар. Општина се налази на месту где равничарски део Баната прелази у заталасана побрежја.

## Становништво и насеља
Општина Дета имала је последњем попису 2002. године 6.423 становника.
Општина се састоји из 2 насеља:
- Дета - град и седиште општине
- Опатица

## Срби у општини
Срби у општини чине 5% становништва општине и живе у главном насељу, граду Дети. Остатак су првенствено Румуни (65%), затим Мађари (20%) и Немци (5%).